# 元巖 (昌平郡公)
元巖（531年—593年），字君山，河南郡洛阳县（今河南省洛阳市东）人，唐朝诗人元稹六世祖。
父元祯，北魏時官敷州刺史。好读书，但不治章句，以名节自许，年轻时與高颎、王韶交情很好。北周時歷官释褐宣威将军、武贲给事。隋時官至兵部尚书。晚年担任蜀王杨秀的总管长史，益州因而大治，被判刑的犯人都说：“昌平公治我们的罪，我们还有什么怨恨的呢。”开皇十三年，卒于官，年六十三岁。益州父老莫不陨涕。元巖死后，杨秀無人能約束，日渐奢靡骄纵，最终被召回軟禁。隋文帝很感慨地說，“元巖若在，吾兒豈有是乎！”
子元弘，隋仓部侍郎、尚书左丞右丞、司朝谒者、北平郡守、袭昌平公。元弘子元义端，唐尚乘尚食二奉御、唐易魏三州刺史。元义端女嫁武周定王掾独孤思敬。
元岩一女嫁隋文帝的某个孙子。

## 延伸阅读
[在维基数据编辑]
 《隋書·卷62》，出自魏徵《隋书》